# Odontosiro lusitanicus
Odontosiro lusitanicus − gatunek kosarza z podrzędu Cyphophthalmi i rodziny Sironidae. Jest jedynym znanym przedstawicielem monotypowego rodzaju Odontosiro.

## Występowanie
Gatunek endemiczny dla Półwyspu Iberyjskiego, gdzie występuje w północno-zachodniej części, na terenie zarówno Portugalii, jak i Hiszpanii.